# Guillielmus van Kessel
Guillielmus van Kessel (Geffen, 1763 - Eindhoven, 8 juni 1822) is een voormalig burgemeester van de Nederlandse stad Eindhoven. Van Kessel werd geboren als zoon van Judocus Willems van Kessel en Johanna Rutgerus Kusters. Hij was medisch dokter en burgemeester van Eindhoven in 1796 en 1797.
Hij trouwde te Eindhoven op 29 april 1792  met Maria Theresia Pijpers, dochter van burgemeester Jacobus Pijpers en Anna Elisabetha van Stratum, gedoopt te Eindhoven op 9 mei 1766, overleden in Eindhoven op 27 februari 1841. 